# روزنبرگ (بادن)
روزنبرگ (به آلمانی: Rosenberg) یک شهر در آلمان است که در نکار-ادنوالد واقع شده‌است.